# Consdorf
Consdorf (lussemburghese: Konsdref) è un comune del Lussemburgo orientale. Fa parte del cantone di Echternach e del distretto di Grevenmacher.
Nel 2005, la città di Consdorf, capoluogo del comune, aveva una popolazione di 1 200 abitanti. L'altra località che fa capo al comune è Scheidgen.